# Thai-Nichi-Institut für Technologie

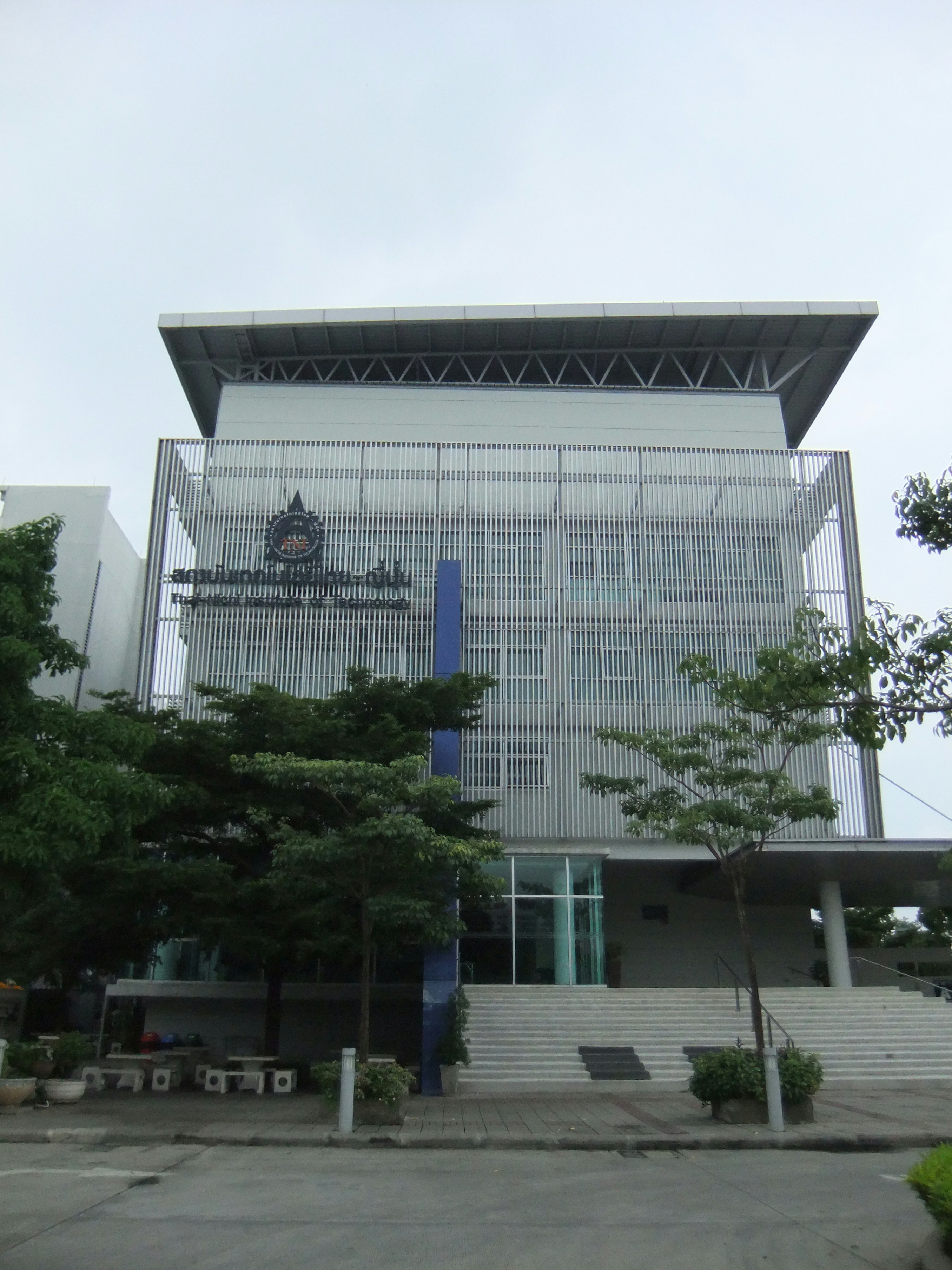
Gebäude des Thai-Nichi-Instituts

Das Thai-Nichi-Institut für Technologie (thai: สถาบันเทคโนโลยีไทย-ญี่ปุ่น, jap. 泰日工業大学, Tai-Nichi kōgyō daigaku, engl. Thai-Nichi Institute of Technology, TNI) ist privates industrienahes Institut in Bangkok, Thailand.
Das Thai-Nichi-Institut wurde von thailändischen und japanischen (= nichi) Organisationen ins Leben gerufen. Die ersten Vorlesungen begannen im Juni 2007. Es gibt dreizehn Studiengänge für das Vordiplom- (Bachelor) und fünf für Diplomstudien (Master).
Bachelor:
- Fakultät für Ingenieurwissenschaften (Fahrzeugbau, Produktionstechnik, Technische Informatik, Industrial Engineering/Logistik, Elektrotechnik)
- Fakultät für Informatik (Informatik, Medieninformatik, Wirtschaftsinformatik)
- Fakultät für Betriebswirtschaftslehre (Industriemanagement, International Business Management, japanischsprachige Betriebswirtschaftslehre, Rechnungswesen, japanisches Personalwesen)

Master:
- MEng für Ingenieurwissenschaften
- MSc für Informatik
- MBA für Industriemanagement
- MBA für Betriebsführung (Executive Enterprise Management)
- MBA für Betriebswirtschaftslehre

Der größte Unterschied zu allen sonstigen in Thailand angebotenen ist das sechsmonatige Praktikum in einem japanischen Unternehmen, das die Studenten zu absolvieren haben. Sprachkurse für Englisch und Japanisch runden die Ausbildung ab. 
Die bisherigen Einschreibungszahlen:
- 2007: 300 Studenten
- 2008: 900 Studenten

Viele Studenten erhalten Stipendien von verschiedenen thailändischen und japanischen Organisationen, Unternehmen oder der Japanischen Handelskammer (JCC).
Austausch (Auswahl):
- Chiba Institute of Technology
- Daidō-Universität
- Kyūshū-Universität
- Nagoya Institute of Technology
- Osaka Institute of Technology
- Tōhoku-Universität